# Josef Estermann

Josef Estermann (1990)

Josef Estermann (Luzern, 22 oktober 1947) is een Zwitsers politicus.
Zijn familie bracht enkele vooraanstaande personen voort. Hij studeerde rechten in de stad Zürich en trouwde in 1979 met Magi Juchler.
Estermann werd lid van de Sociaaldemocratische Partij van Zwitserland (SP) en werd in 1990 tot stadspresident van Zürich (dat wil zeggen burgemeester). Hij bleef stadspresident tot 2000. Hij werd opgevolgd door partijgenoot Elmar Ledergerber.